# 오스트리아의 후아나
오스트리아의 후아나(스페인어: Juana de Austria, 1535년 6월 24일 ~ 1573년 9월 7일)는 포르투갈의 왕태자 주앙 마누엘의 아내로, 포르투갈 국왕 세바스티앙의 어머니이다.
신성 로마 제국의 황제 카를 5세와 포르투갈의 이자벨라 사이에서 둘째딸로 태어났다. 1552년 외삼촌 주앙 3세의 아들이자 포르투갈의 왕태자인 주앙 마누엘과 결혼했다. 시어머니 카탈리나 데 아우스트리아는 후아나의 고모였기 때문에 주앙 마누엘은 후아나에 있어 이종사촌인 동시에 고종사촌이기도 했다. 결혼한 지 2년 만에 주앙 마누엘은 16세의 나이로 요절했고, 같은 해에 후아나는 유복자 세바스티앙을 낳았다. 이후 후아나는 스페인으로 귀국해 메리 1세와 결혼한 오빠 펠리페 2세를 대신해 스페인의 섭정을 맡았고, 죽을 때까지 아들 세바스티앙과는 서신만을 교환했다.

## 가족관계
- 조부 : 카스티야의 펠리페 1세
- 조모 : 카스티야의 후아나
- 외조부 : 마누엘 1세
- 외조모 : 아라곤의 마리아
- 부 : 카를 5세
- 모 : 포르투갈의 이자벨라
- 오빠 : 펠리페 2세
  - 올케(사촌 겸 시누이) : 포르투갈의 마리아 마누엘라
  - 올케 : 메리 1세
  - 올케 : 발루아의 엘리자베트
  - 올케 : 오스트리아의 아나
- 언니 : 스페인의 마리아
  - 형부 : 막시밀리안 2세
- 시아버지(외삼촌) : 주앙 3세
- 시어머니(고모) : 카탈리나 데 아우스트리아
- 남편 : 주앙 마누엘
  - 아들 : 세바스티앙